# Basses Marches du Bourbonnais
Les Basses Marches du Bourbonnais sont une micro-région naturelle et historique française située dans le département de l'Allier. Elle est généralement considérée comme faisant partie de la Sologne bourbonnaise.

## Situation
Elle se situe sur la partie est du département de l'Allier, à la limite des départements de Saône-et-Loire et de la Loire, à la pointe nord du Massif central. Elle se limite au nord et à l'est par la Loire et à l'ouest par une ligne de crête parallèle à la Loire entre Saint-Martin-d'Estreaux (Loire) et Saint-Léon (altitude entre 450 et 600 m).
Elle englobe une vingtaine de communes de la rive gauche de la Loire, réparties sur les cantons du Donjon, de Jaligny-sur-Besbre et de Dompierre-sur-Besbre.
L'écoulement des eaux s'oriente vers la Loire par de nombreuses petites rivières.
3 grands groupes de communes peuvent être découpés :
- celles qui se trouvent sur les derniers contreforts granitiques des monts du Forez : Montaiguët-en-Forez, Loddes, Lenax, Montcombroux-les-Mines, Liernolles, Saint-Léon ;
- celles qui sont riveraines de la Loire : Avrilly, Luneau, Chassenard, Molinet, Coulanges et Pierrefitte-sur-Loire ;
- les dernières, qui sont situées sur des collines arrosées par les petites rivières : Le Bouchaud, Neuilly-en-Donjon, Le Donjon, Saint-Didier-en-Donjon, Saint-Léger-sur-Vouzance, Le Pin, Monétay-sur-Loire et Saligny-sur-Roudon[1].

## Historique
La région était, dans l'Antiquité, à la limite entre les peuples celtes des Boïens, des Arvernes et des Éduens.
Elle était au Moyen Âge la propriété du duc de Bourgogne et s'appelait le Val de Bourgogne. Elle dépendait du bailliage de Semur-en-Brionnais et du diocèse d'Autun. Elle correspond à peu près à l'ancien archiprêtré de Pierrefitte.
Elle est devenue bourbonnaise à la suite du mariage en 1247 d'Agnès de Bourbon, fille d'Archambaud IX et de Yolande de Châtillon, comtesse de Nevers, avec Jean de Bourgogne, comte de Charolais, fils d'Hugues IV de Bourgogne et de Yolande de Dreux. Dès 1375, les représentants des ducs de Bourgogne et de Bourbon décidèrent que tout ce qui était du ressort des châtellenies de Châtelperron, du Donjon et du Pin relèverait du duc de Bourbon. Cette limite entre Bourgogne et Bourbonnais fut l'objet de nombreux litiges et négociations, conclu définitivement en 1452. Le souvenir de cette origine bourguignonne se conserva dans cette région par le diocèse de rattachement et les églises romanes de type bourguignon de Neuilly-en-Donjon, Chassenard et Saint-Léger-sur-Vouzance.
Elle formait également une châtellenie à part, dépendant de celle de Moulins et dite châtellenie des Basses Marches, dont Le Donjon était la capitale effective, « grand bourg situé en lieu fort aquatique, environné de grandes forests, et abondant plus en boys, chaumes, buyssons et étangs, qu'en fonds fertile ».
Au XIXe siècle, cette région pauvre fut aussi appelée « pays des ventres jaunes » en raison de son sol ingrat.

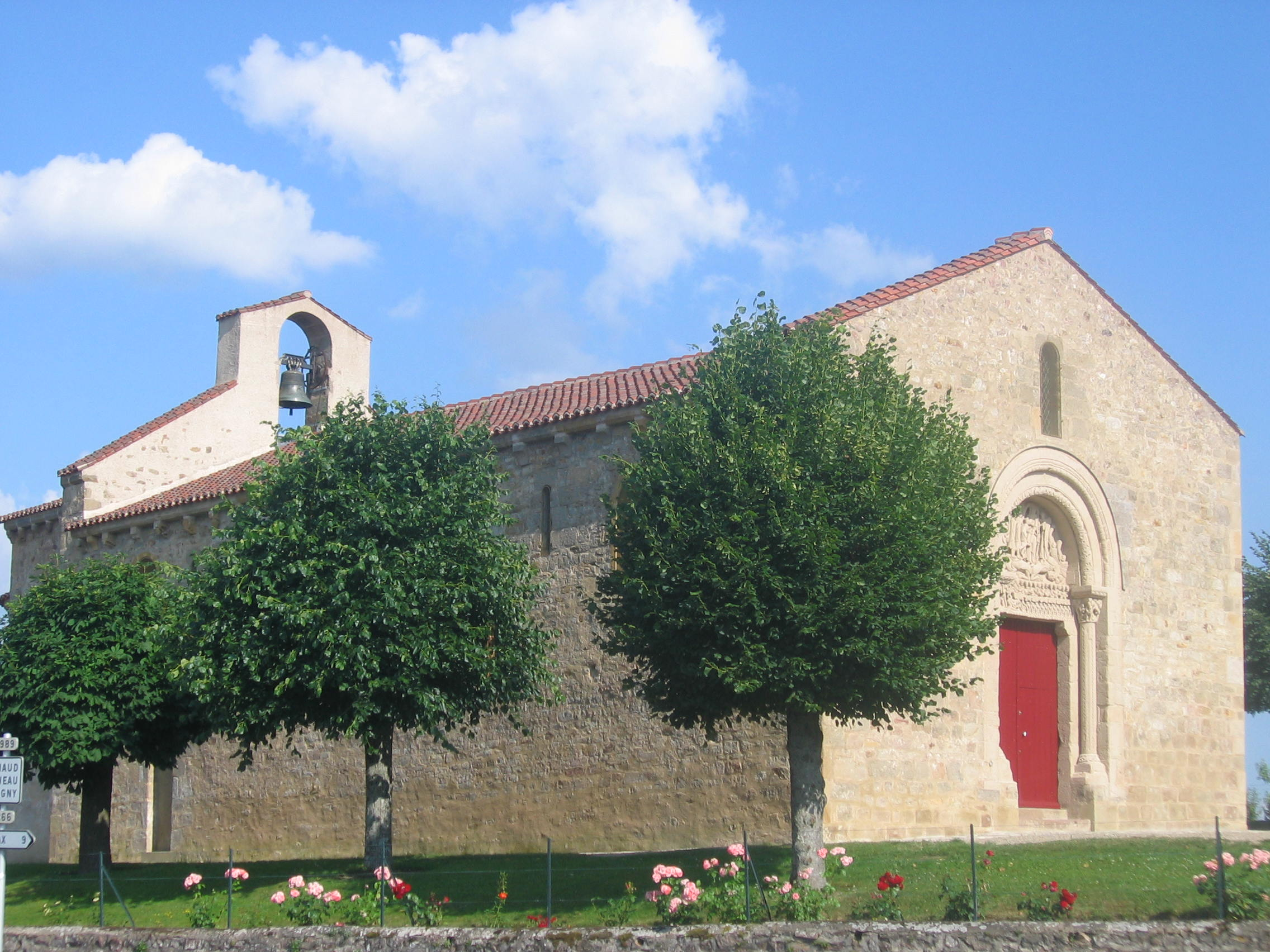
Église Sainte-Marie-Madeleine de Neuilly en Donjon

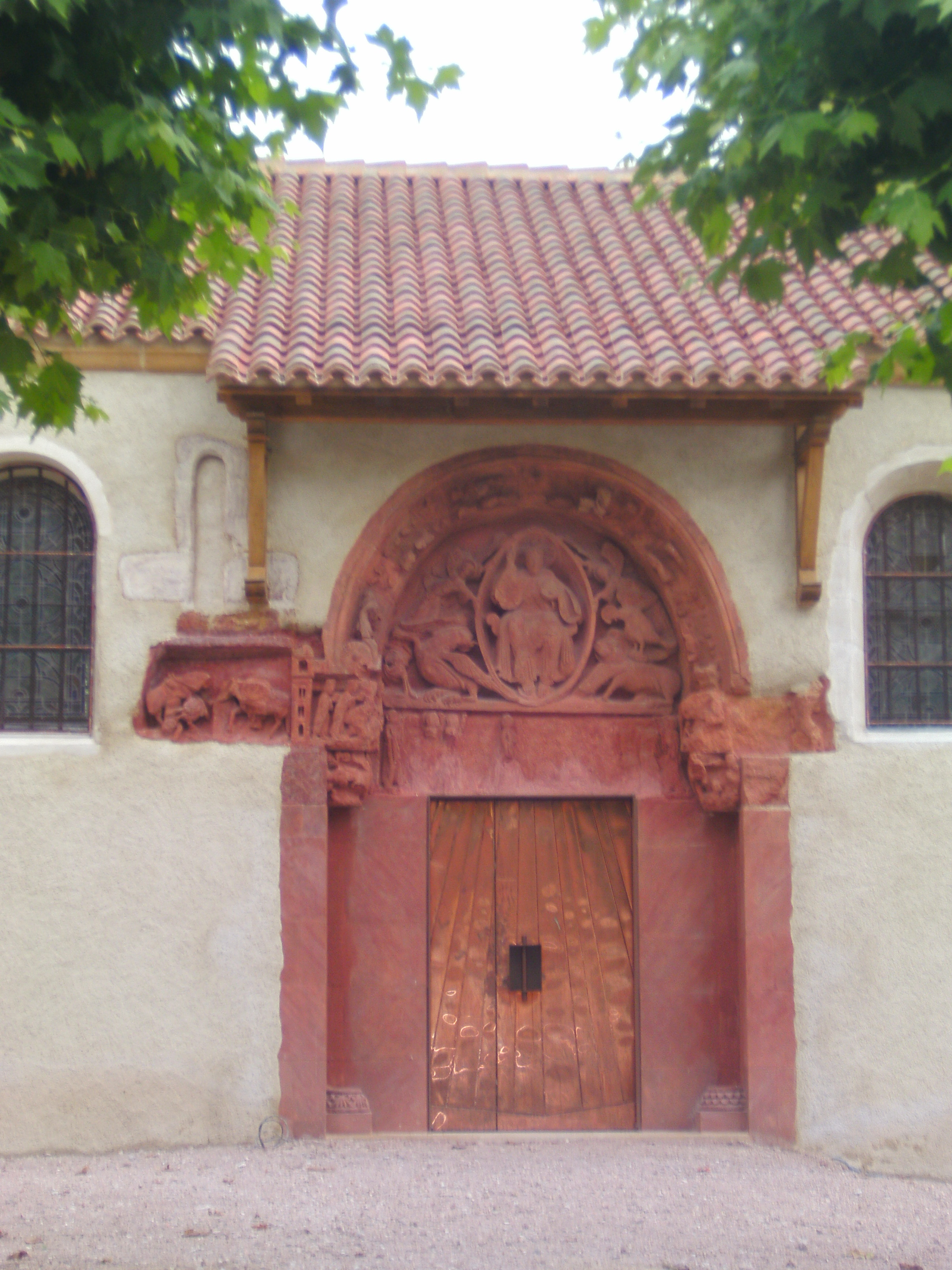
Tympan de l'église St-Georges de Chassenard

## Géologie
La plaine des Basses Marches est coupée en deux parties bien distinctes par un pli de terrain boisé au niveau du ruisseau des Bois Picard (limite entre les communes de Neuilly-en-Donjon et Saint-Didier-en-Donjon.
Au sud, sur les communes de Neuilly et du Bouchaud, le sous-sol est peu perméable, composé principalement d'argile, et le pays est presque plat, s'étendant en une succession de plateaux fertiles parsemés d'étangs.
Au nord, sur les communes de Saint-Didier, du Pin et de Saint-Léger-en-Vouzance, les pentes s'accentuent, le terrain est plus léger, et les bois sont nombreux.

## Curiosités et monuments remarquables
Les Basses Marches du Bourbonnais étant situées pendant de nombreux siècles dans la partie bourguignonne, appelée Val de Bourgogne, on remarque l'influence de cette région dans les églises de type roman bourguignon de quelques communes :
- l'église Sainte-Marie-Madeleine de Neuilly-en-Donjon des XIe – XIIe siècles et son tympan ;
- l'église Saint-Georges de Chassenard du XIIe siècle et son tympan ;
- l'église Saint-Léger de Saint-Léger-sur-Vouzance du XIIe siècle.

Mais on remarque également l'influence des sires de Jaligny-sur-Besbre, et donc de l’Auvergne, dans l'église Saint-Jean-Baptiste de Montcombroux-les-Mines, dont certains éléments remontent au Xe siècle, ainsi que dans l'église Saint-Pierre de Loddes, dont la nef est du XIe siècle et le chœur du XIIe, et qui possède une exceptionnelle peinture murale représentant le Couronnement de la Vierge par le Christ, considérée comme la plus ancienne de France représentant cette scène[réf. nécessaire].
On peut trouver de nombreux vestiges des différentes périodes du Moyen Âge et des périodes modernes :
- la porte fortifiée de Montaiguët-en-Forez ;
- le château du Plessis au Donjon où se trouve la mairie de la commune ;
- le canal latéral de Roanne à Digoin, qui passe sur les communes de Chassenard, Luneau et Avrilly.

Il est également possible d'admirer la faune et la flore des bords de Loire et le point de vue extraordinaire du Puy Saint-Ambroise à Saint-Léon.